# Акиманаэийа
Акиманаэийа (устар. Акимана-Эийа) — река в России, протекает в Мурманской области. Устье реки находится в 45 км по левому берегу реки Иоканга. Длина реки составляет 14 км.

## Данные водного реестра
По данным государственного водного реестра России относится к Баренцево-Беломорскому бассейновому округу, водохозяйственный участок реки — реки бассейна Баренцева моря от восточной границы бассейна реки Воронья до западной границы бассейна реки Иоканга (мыс Святой Нос). Речной бассейн реки — бассейны рек Кольского полуострова, впадает в Баренцево море.
Код объекта в государственном водном реестре — 02010000912101000005297.